# Greg Feek
Pas d'image ? Cliquez ici

a Compétitions nationales et continentales officielles uniquement.

b Matchs officiels uniquement.
Dernière mise à jour le 25 décembre 2019.
 Gregory Edward Feek, né le 20 juillet 1975 à New Plymouth (Nouvelle-Zélande), est un joueur et entraîneur de rugby à XV néo-zélandais qui a joué avec les All Blacks au poste de pilier (1,85 m pour 112 kg).

## Carrière

### Club et Province
- Province
  - Canterbury
  - Tasman
- Franchise : Crusaders

### En équipe nationale
Il a fait partie de l'équipe de Nouvelle-Zélande des moins de 19 ans (1994) et de celle des moins de 21 ans (1996). Il a joué aussi avec l'équipe des Māori de Nouvelle-Zélande.
Il a disputé son premier test match le 18 juin 1999 contre l'équipe des Samoa et le dernier contre l'équipe d'Écosse, le 24 novembre 2001.
Il a disputé trois matchs de la coupe du monde de rugby 1999.

### Entraîneur
Il est entraîneur des avants des Hurricanes de 2008 à 2009. En 2010, il rejoint le Leinster en Irlande pour intégrer le staff du néo-zélandais Joe Schmidt en tant qu'entraîneur de la mêlée. En 2014, il est nommé entraîneur de la mêlée de l'équipe d'Irlande où il retrouve Schmidt.
Après la coupe du monde 2019, il intègre le nouvel encadrement des All Blacks dirigé par Ian Foster, toujours en tant qu'entraîneur chargé de la mêlée.

## Palmarès

### En équipe nationale
- Quatrième de la Coupe du monde 1999
- Vainqueur du Tri-nations en 1999

## Statistiques

### En équipe nationale
De 1999 à 2001, Greg Feek compte 10 sélections avec les All-Blacks. Avec les Kiwis, il dispute une Coupe du monde en 1999. Il participe à une édition du Tri-nations en 1999.